# The Cars That Ate Paris
The Cars That Ate Paris is een Australische horrorfilm uit 1974 onder regie van Peter Weir.

## Verhaal
De inwoners van het dorp Paris in Australië veroorzaken opzettelijk auto-ongelukken om de wrakken te bergen en de bruikbare auto-onderdelen te verkopen. Arthur Waldo krijgt in de buurt van Paris een zwaar ongeluk. Hij wordt er in de gemeenschap opgenomen als hulpje in het plaatselijke ziekenhuis.

## Rolverdeling
| Acteur          | Personage         |
| --------------- | ----------------- |
| John Meillon    | Burgemeester      |
| Terry Camilleri | Arthur Waldo      |
| Kevin Miles     | Dr. Midland       |
| Rick Scully     | George Waldo      |
| Max Gillies     | Metcalfe          |
| Danny Adcock    | Politieagent      |
| Bruce Spence    | Charlie           |
| Kevin Golsby    | Verzekeringsagent |
| Chris Haywood   | Darryl            |
| Peter Armstrong | Gorman            |
| Joe Burrow      | Ganger            |
| Deryck Barnes   | Al Smedley        |
| Edward Howell   | Tringham          |
| Max Phipps      | Mulray            |
| Melissa Jaffer  | Beth              |